# Longlevens
Longlevens – dzielnica w Gloucester, w Anglii, w Gloucestershire, w dystrykcie Gloucester. Leży 2,8 km od centrum miasta Gloucester i 152,7 km od Londynu. W 2011 roku dzielnica liczyła 9532 mieszkańców.